# Congregación de San Mauro
La congregación de San Mauro, conocida popularmente como los mauristas, fue una congregación religiosa católica de monjes benedictinos franceses existente entre 1618 y 1790, conocida por el alto nivel de erudición de sus miembros, que redactaron y publicaron una ingente cantidad de obras literarias sobre distintas ramas de las humanidades.  

## Historia

### Fundación de la congregación
A finales del siglo XVI la desorganización y la laxitud en la observación de la regla benedictina se había extendido preocupantemente en los monasterios de la orden tras las guerras de religión de Francia. El cardenal Carlos de Lorena se propuso llevar a cabo una reforma que devolviera la disciplina monástica a su antiguo estado; tras algunos intentos infructuosos, fue Didier de La Cour, abad del monasterio de San Vitón de Verdún, perteneciente a la congregación de San Vitón, quien consiguió restablecer el orden en su abadía: en 1604 se instituyó la nueva congregación de San Vitón y San Hidulfo, a la que pronto se adhirieron varios monasterios de Lorena; pronto la reforma fue imitada en Francia,  impulsada por el prior del colegio de Cluny Laurent Bénard, extendiéndose en pocos años por los monasterios de St-Augustin de Limoges, Nouaillé, St-Faron de Meaux, Jumieges y Blancs-Manteaux de París.

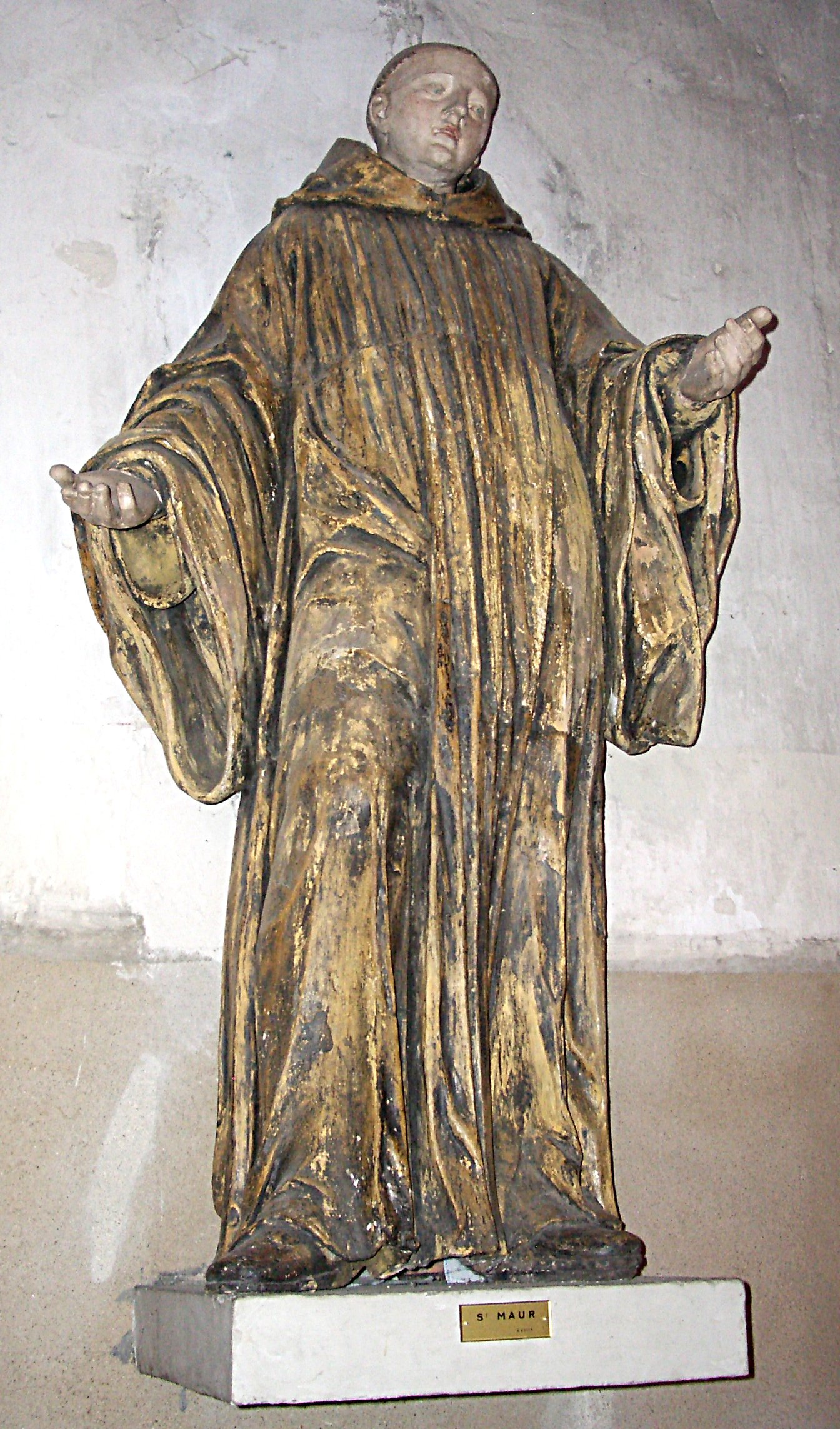
San Mauro, en la iglesia de Bel Hellouin.

Dado que por aquel entonces el Ducado de Lorena era independiente del reino de Francia, en el capítulo general de la congregación reformada de San Vitón celebrado en St-Mansuet de Toul en 1618 se decidió erigir una nueva congregación independiente que agrupara las casas reformadas en Francia, cuyo superior debería residir en este reino. La propuesta contó con el apoyo del rey Luis XIII, de los cardenales Retz, Sourdis y Richelieu y del presidente del parlamento Nicolas de Verdun; Gregorio XV dio su aprobación en 1621, confirmada seis años después por Urbano VIII. La nueva congregación tomó la advocación de San Mauro en memoria del santo que en el s. VI fue discípulo de San Benito. 
Poco después Richelieu, que buscaba unir a los benedictinos franceses, maniobró para fusionarlos a todos en la "Congregación de San Benito" o "de Cluny y San Mauro", fundada con tal fin en 1634, pero esta nueva situación duró poco, pues diez años después Urbano VIII las separó nuevamente.

### Disciplina monástica

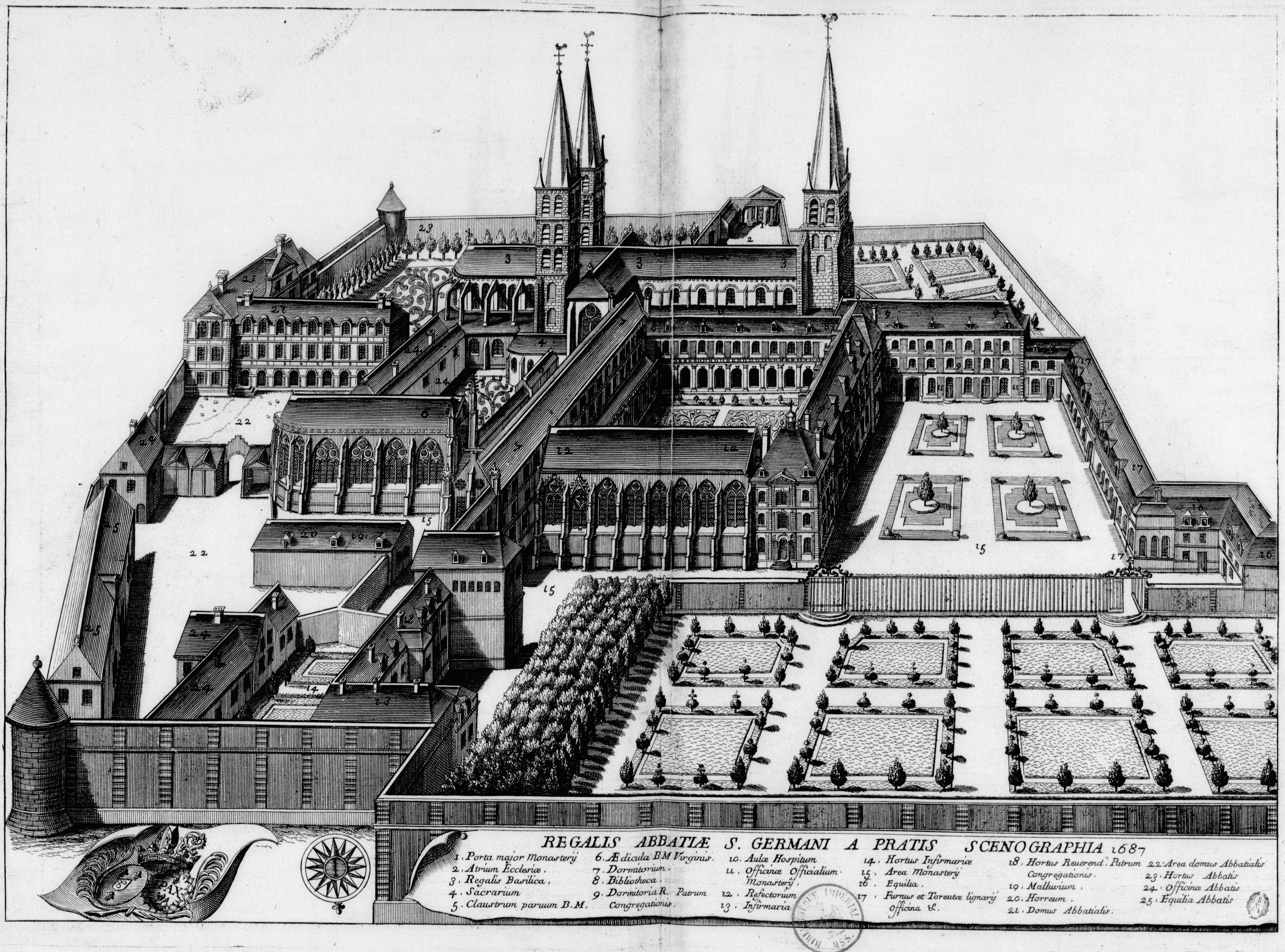
La abadía de St. Germain, casa matriz de San Mauro.

En 1645, con la congregación bajo el gobierno de Grégoire Tarisse, el capítulo general aprobó sus constituciones; en ellas se estipulaba que la disciplina debía regirse por la observancia estricta de la regla de San Benito: oración, estudio, obediencia, humildad, pobreza, silencio, austeridad en la mesa y en el vestido y trabajo manual.
El superior general, sus dos asistentes y seis visitadores (uno por cada provincia eclesiástica) deberían residir en la abadía de Saint-Germain-des-Prés, y serían elegidos cada tres años, al igual que los priores de los monasterios; el capítulo general estaría compuesto por tres priores y tres conventuales de cada provincia, de entre los cuales serían elegidos, también cada tres años, nueve definidores encargados de elegir a su vez a los visitadores, a los rectores de los monasterios que no tuvieran abad, a los procuradores, predicadores, mentores de novicios y profesores de la congregación. 
Los aspirantes que quisieran ingresar en la congregación deberían pasar un año como postulantes, otro como novicios, y tras haber completado los cinco años de estudios de filosofía y teología deberían pasar un año más de "recolección" antes de ser admitidos al sacerdocio. No se admitieron monjas en la congregación, a excepción de las de la abadía de Chelles.

### Esplendor
Pronto la congregación fue creciendo en extensión y en influencia. Se instituyeron escuelas de filosofía, teología, derecho canónico, latín, griego y hebreo, en las que las familias adineradas ingresaban en ella a sus hijos atraídos por su prestigio intelectual; los frailes que no tenían medios económicos para sufragar los gastos de su educación la recibían gratuitamente en la abadía de St-Martin de Vertou. 
El nivel de erudición de sus cofrades fue reconocido a nivel internacional; las obras literarias surgidas de sus scriptori eran presentadas en la corte de Versalles como muestra de sus servicios al estado; políticos, nobles y prelados, la declararon heredera de sus bienes o de sus bibliotecas. 
La docena de monasterios que tenía en el momento de su fundación llegaron a ser a finales del siglo XVII cerca de 180, incluyendo los que fueron reconstruidos de su estado ruinoso, repartidos por las provincias de Francia, Normandía, Bretaña, Burgundia, Chezal-Benoît y Gascuña. 

### Desaparición
La congregación desapareció abruptamente, víctima de los acontecimientos históricos: en 1789 estalló la Revolución francesa y al año siguiente la Asamblea Nacional Constituyente decretó la extinción de las órdenes religiosas; el superior general de la de San Mauro Ambroise Augustin Chevreux fue asesinado en las masacres de septiembre de 1792, y la abadía de Saint-Germain fue reconvertida en una fábrica de armas; los monjes se dispersaron o marcharon al exilio. 
En 1817 algunos de los antiguos mauristas intentaron restaurar la congregación, pero el proyecto no consiguió la aprobación de la Santa Sede. El último de ellos, Dom Brial, murió en 1828. 
En 1837 el papa Gregorio XVI fundó la congregación de Francia, declarándola sucesora de las antiguas congregaciones benedictinas de Francia: San Mauro, Cluny y San Vitón e Hidulfo.

## Legado
La obra literaria legada a la posteridad por los padres mauristas durante el tiempo de vida de la congregación fue ingente; cerca de 220 autores se sucedieron unos a otros a lo largo de los años para publicar más de 700 obras de humanidades que servirían de referencia para los estudiosos posteriores y que todavía son consideradas de gran valor: estudios bíblicos, tratados sobre historia eclesiástica y civil, diplomacia o liturgia, bibliografías, cronologías, hagiografías o ediciones de las obras de los Padres de la Iglesia, sin contar los cientos de volúmenes manuscritos que tras la desaparición de la congregación fueron dispersos por las bibliotecas de Francia.
Gallia Christiana, Histoire générale de Languedoc, Histoire littéraire de la France, De re Diplomatica, L'art de vérifier les dates, L'antiquité expliquée et representee Paleographia Graeca, Recueil des historiens des Gaules Veterum scriptorum amplissima collectio, Thesaurus Anecdotorum, Spicilegium veterum scriptorum, Museum Italicum o Voyage litteraire son algunas de las obras más conocidas salidas de sus monasterios. Bastantes de ellas fueron interrumpidas por la desaparición de la congregación y continuadas por diversos autores a mediados del siglo XIX.